# Budipine
Budipine (tên thương hiệu Parkinsan) là một tác nhân chống Parkinson được bán trên thị trường để điều trị bệnh Parkinson. 
Mặc dù cơ chế hoạt động chính xác của nó không được đặc trưng rõ ràng, nó được cho là chất đối kháng thụ thể NMDA, nhưng cũng thúc đẩy quá trình tổng hợp dopamine.
Bởi vì nó cung cấp các lợi ích bổ sung liên quan đến các phương pháp điều trị hiện tại, có lẽ nó không bắt chước chính xác cơ chế của một phương pháp điều trị đã biết hiện có.